# Neuenhagen Ziegeleien
Neuenhagen Ziegeleien – zlikwidowany przystanek kolejowy w Neuenhagen, w Brandenburgii, w Niemczech.